# Srŏk Rôviĕng
Srŏk Rôviĕng är ett distrikt i Kambodja.   Det ligger i provinsen Preah Vihear, i den centrala delen av landet, 200 km norr om huvudstaden Phnom Penh. Antalet invånare är 26 552.